# Алифанов (хутор)
Алифанов — хутор в Тацинском районе Ростовской области.
Входит в состав Скосырского сельского поселения.
Население 215 человек.

## Население
| 2010 |
| ---- |
| 231  |